# 선글라스

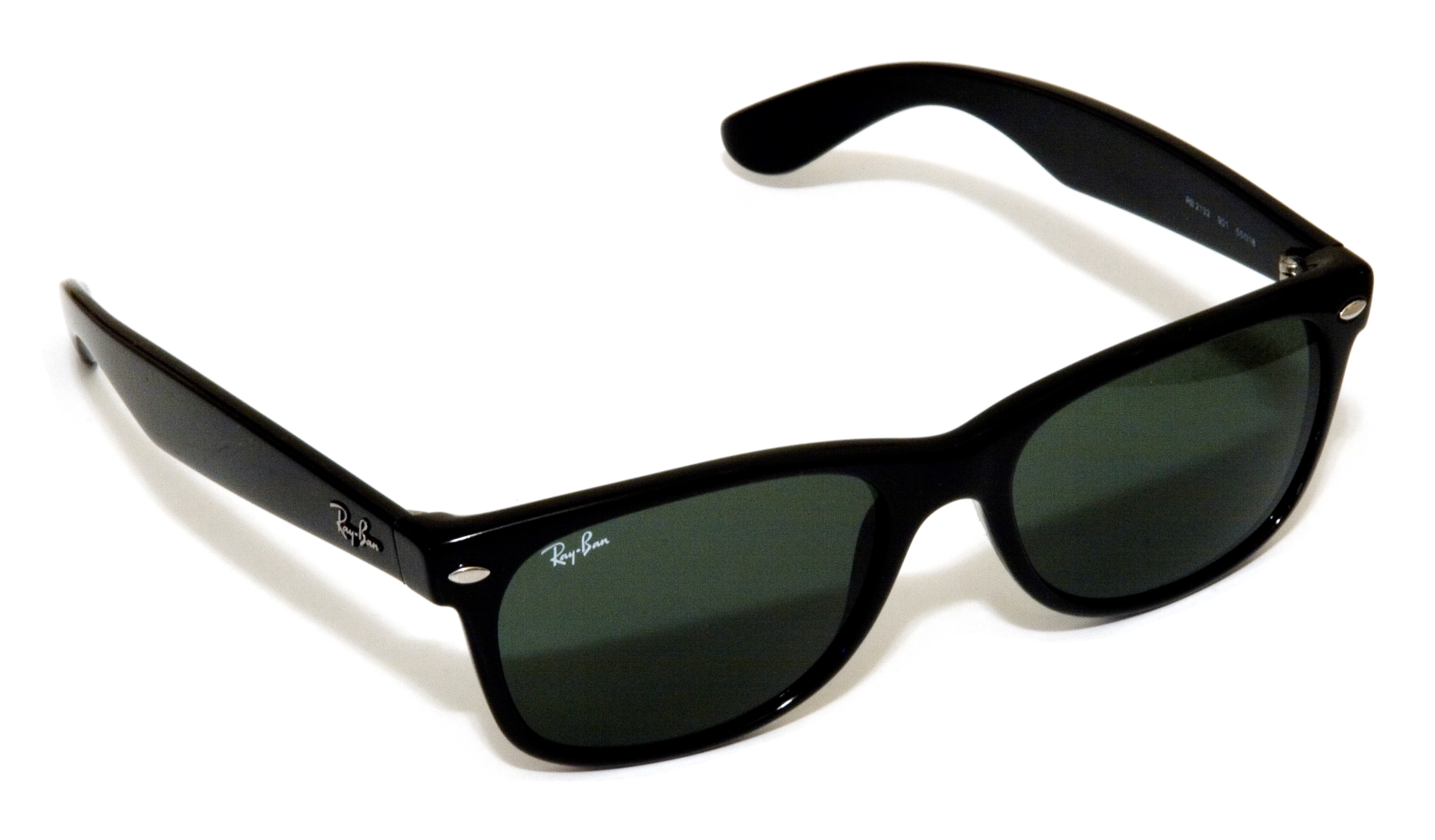
Ray-Ban Wayfarer 선글라스
(RB2132 901L)

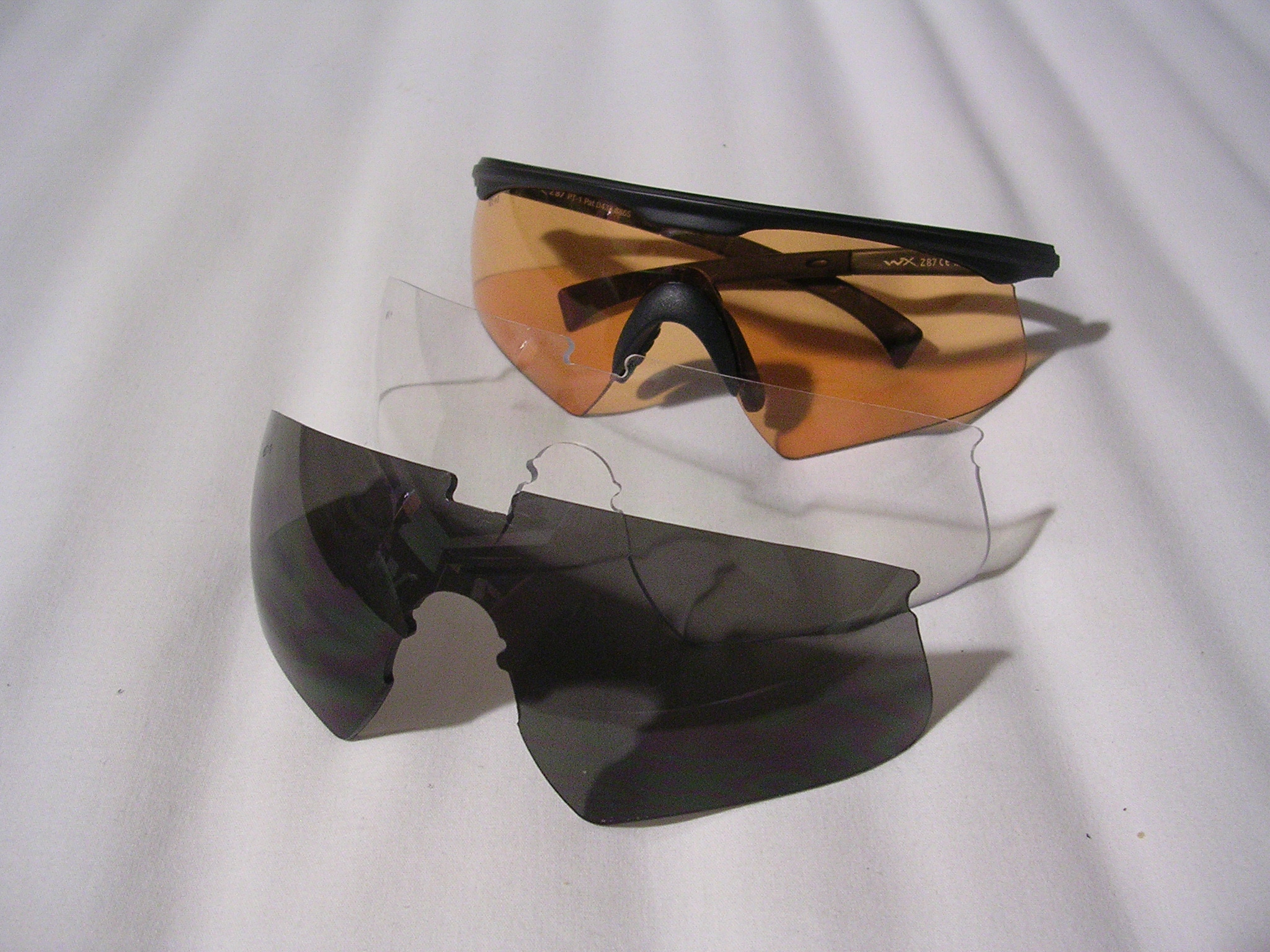
나일론 소재의 반무테 선글라스

선글라스(sunglasses,  문화어: 채양안경)는 안경의 용도로 쓰이는 시각 보호 기기이며, 눈에 강한 빛이 다다르지 않도록 어둡게 색을 입힌 렌즈를 갖추고 있다.
많은 사람들은 햇빛을 직접 쐬는 것이 너무 밝아서 편안하지 않다고 생각한다. 특히, 직접 쐬는 햇빛 아래에서 신문을 읽을 때에 불편함을 느낀다. 자전거 타기, 스키 등과 같은 실외 활동에서, 눈은 평소보다 더 많은 빛을 받아들인다. 자외선으로부터 눈을 보호하려면 이러한 종류의 안경을 착용하는 것을 권한다.
1940년대 중반 이후로, 선글라스는 패션의 개념으로, 특히 바닷가에서 큰 인기를 누리고 있다. 미국 등 햇빛이 강한 나라에서 눈을 보호하기 위해 사용되는 경향이 있으나 한국에서는 주로 패션의 개념으로 활용하거나 여름 휴가철, 운전 시 등 강렬히 내리쬐는 햇볕을 막아주는 용도로 사용한다. 연예인의 경우 자신을 감추기 위해 활용하기도 하며 여성 같은 경우에는 스토킹(스토커) 예방도 해준다.

## 역사
선글라스는 연기로 그을려 색깔을 냈던 것이 안경을 검게 하는 최초의 수단이었고, 이 기술은 1430년에 중국에서 개발되었다. 이렇게 검게 한 렌즈는 시력 교정용이나 태양 광선을 줄이기 위해서 만들어진 것은 아니었다. 법정에서 판관들의 눈의 표정을 가리기 위해 스모그 칼라 수정 렌즈를 사용하였다. 그리고 1430년경에 시력 교정용 안경이 이탈리아로부터 도입되었고 이 안경들도 재판정에 사용할 목적으로 검게 칠해졌다. 1930년대 후반에 미 육군 항공단 존 맥클레디가 조종사들의 시력을 보호하기 위해서 선글라스를 지급하였으며, 일반인들도 햇빛을 차단하기 위한 목적으로 레이밴(Ray-Ban) 조종사 선글라스라는 모델이 나왔고 대중에게 인기를 끌게 되었다.

## 구성

### 렌즈
선글라스 렌즈의 색깔은 다양하다. 보통 황갈색, 하늘색, 황갈색, 하늘색, 거울이 있는 렌즈 많이 쓰이는데  초록색, 남색, 자주색, 고동색, 갈색, 검은색이 많이 렌즈 많이 쓰인다.

### 테
선글라스의 테는 보통 플라스틱, 금속, 합금, 나일론 등으로 만든다.

## 갤러리

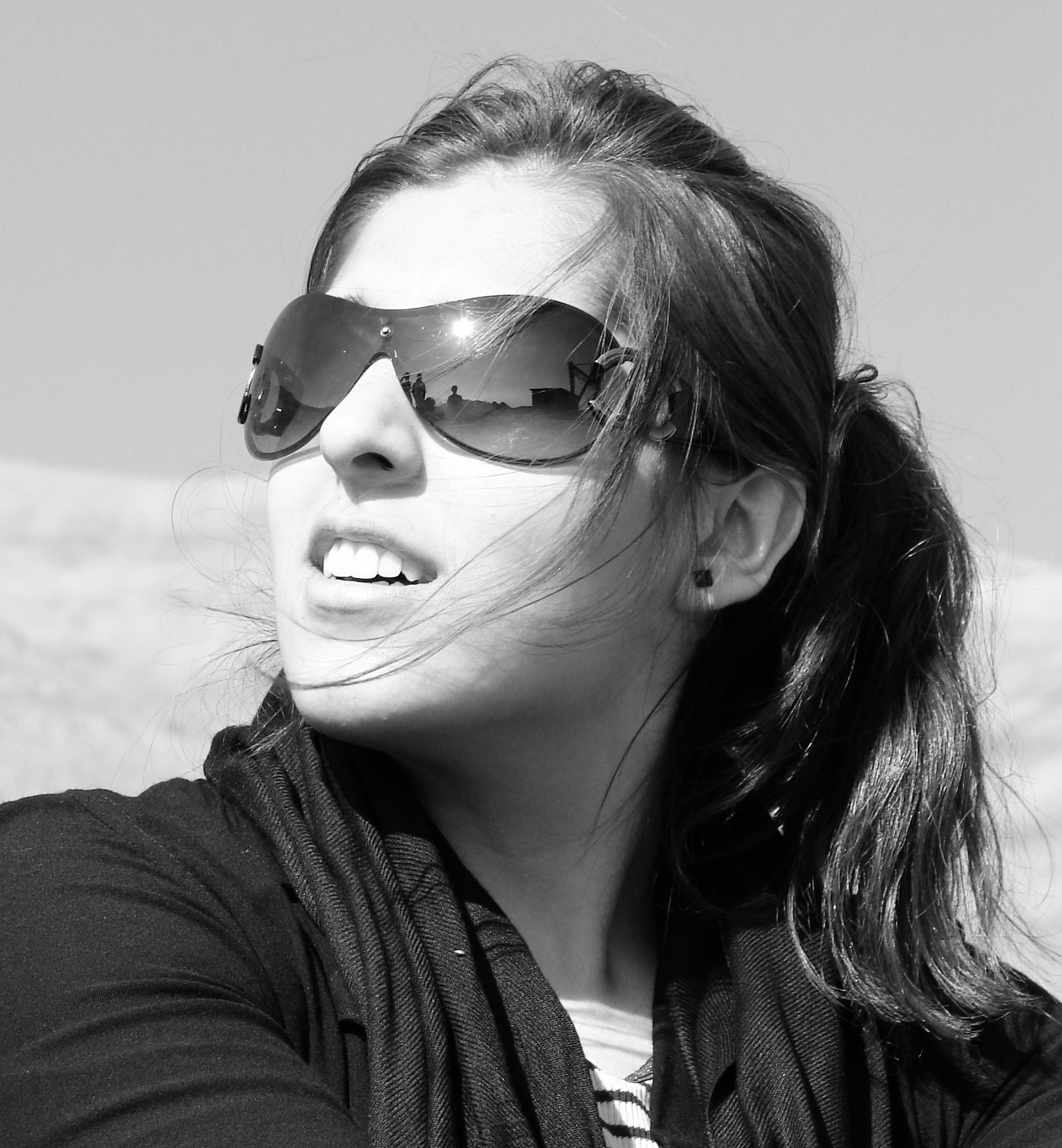
선글스라를 쓴 여자(흑백 사진)
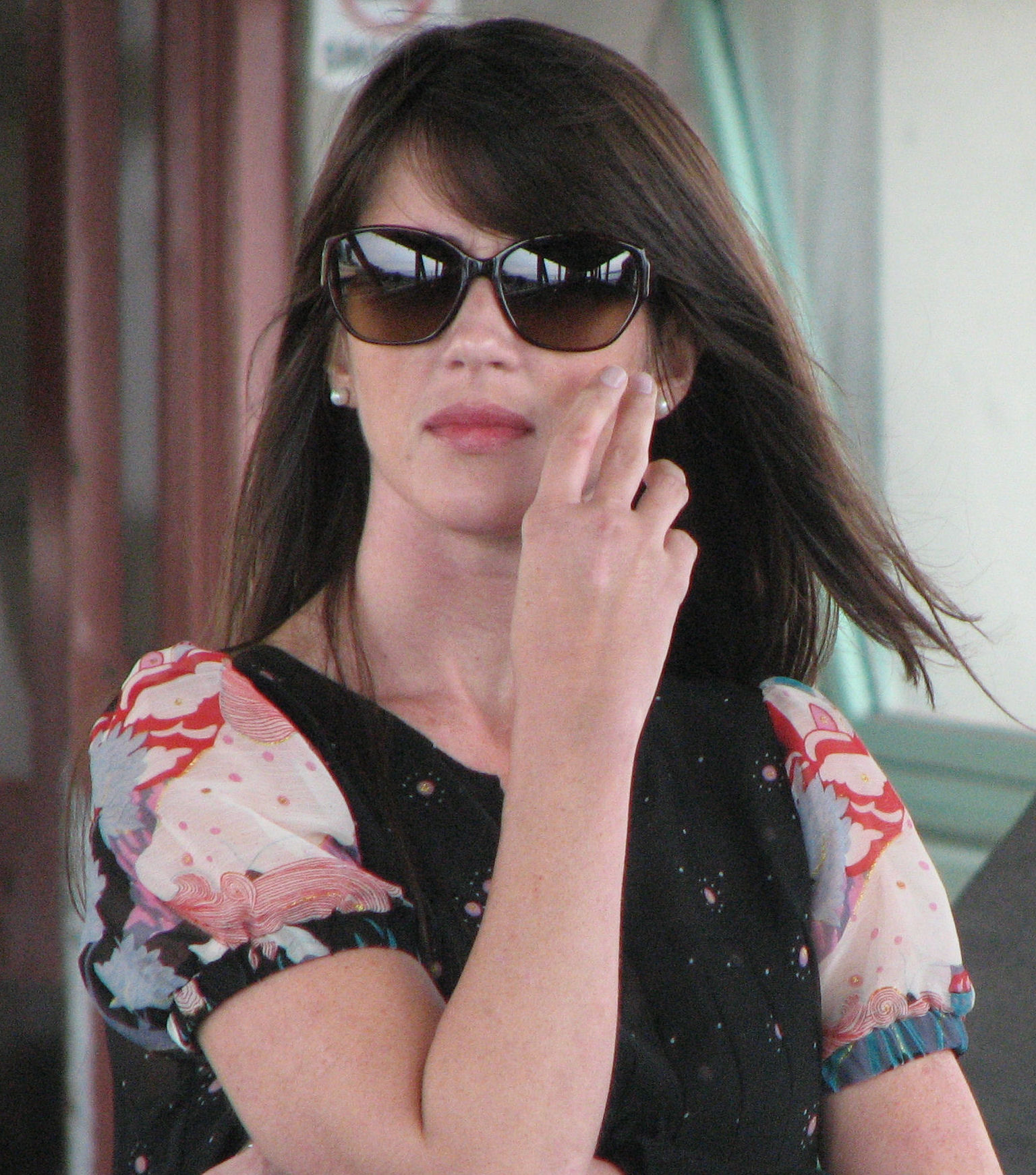
선글라스를 쓴 여자(컬러 사진)
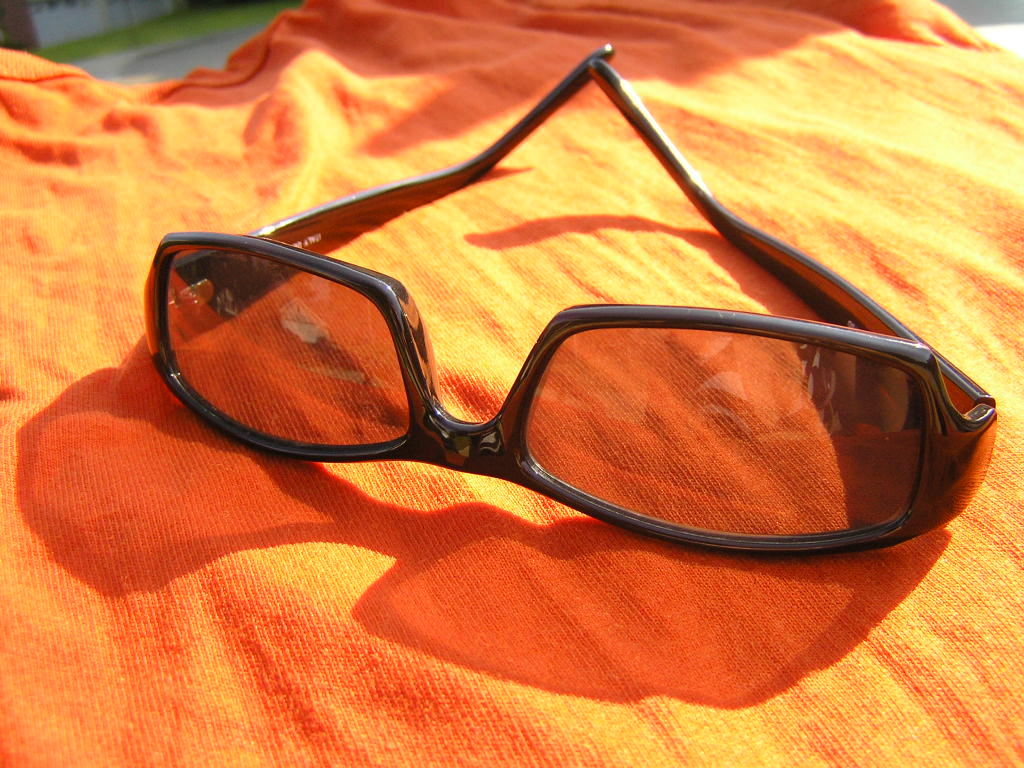
선글라스

## 같이 보기
- 고글